# 28 de fevereiro
28 de fevereiro é o 59.º dia do ano no calendário gregoriano. Faltam 306 dias para acabar o ano (307 em anos bissextos).

## Eventos históricos

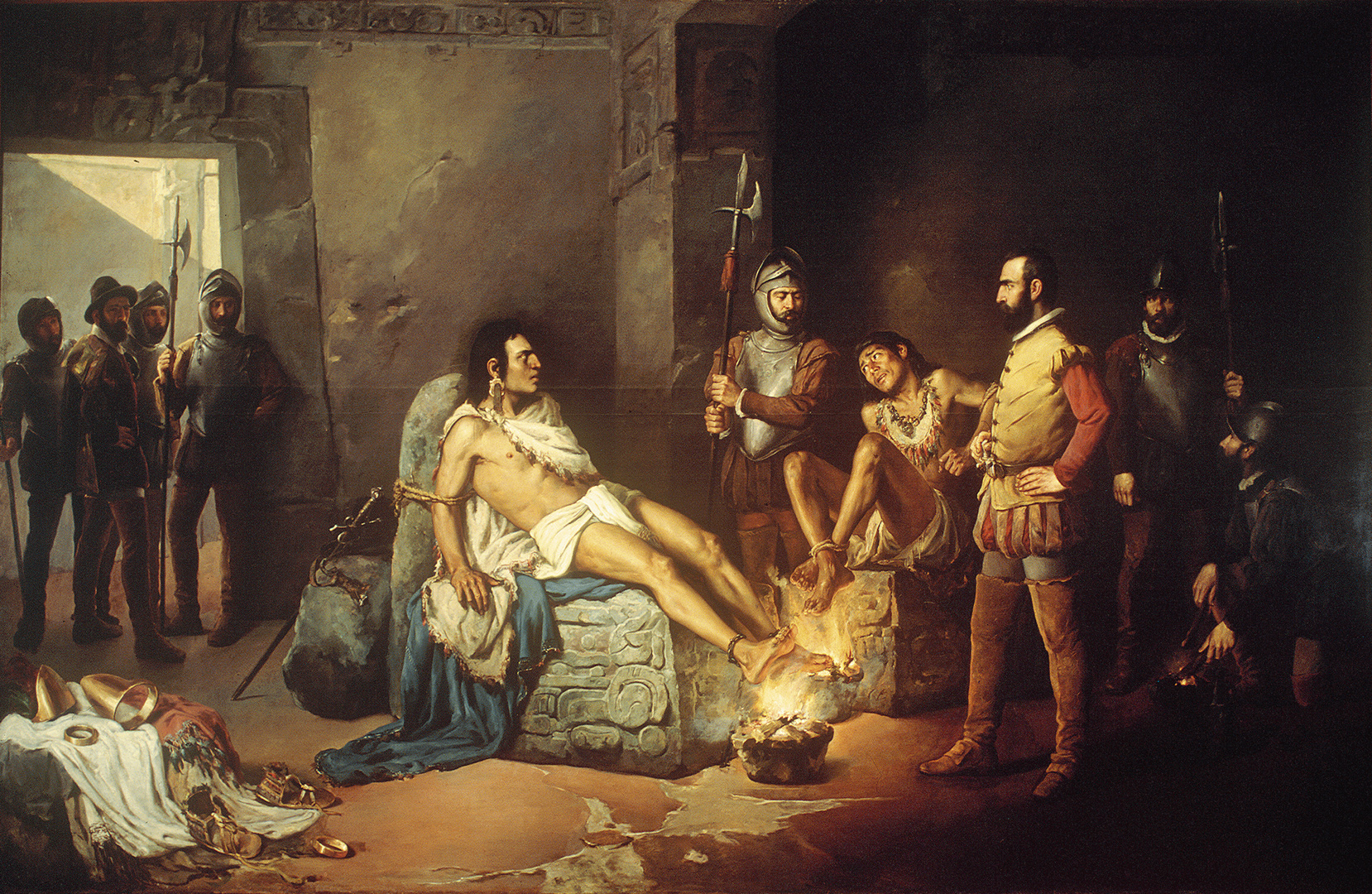
1525: O suplício de Cuauhtémoc

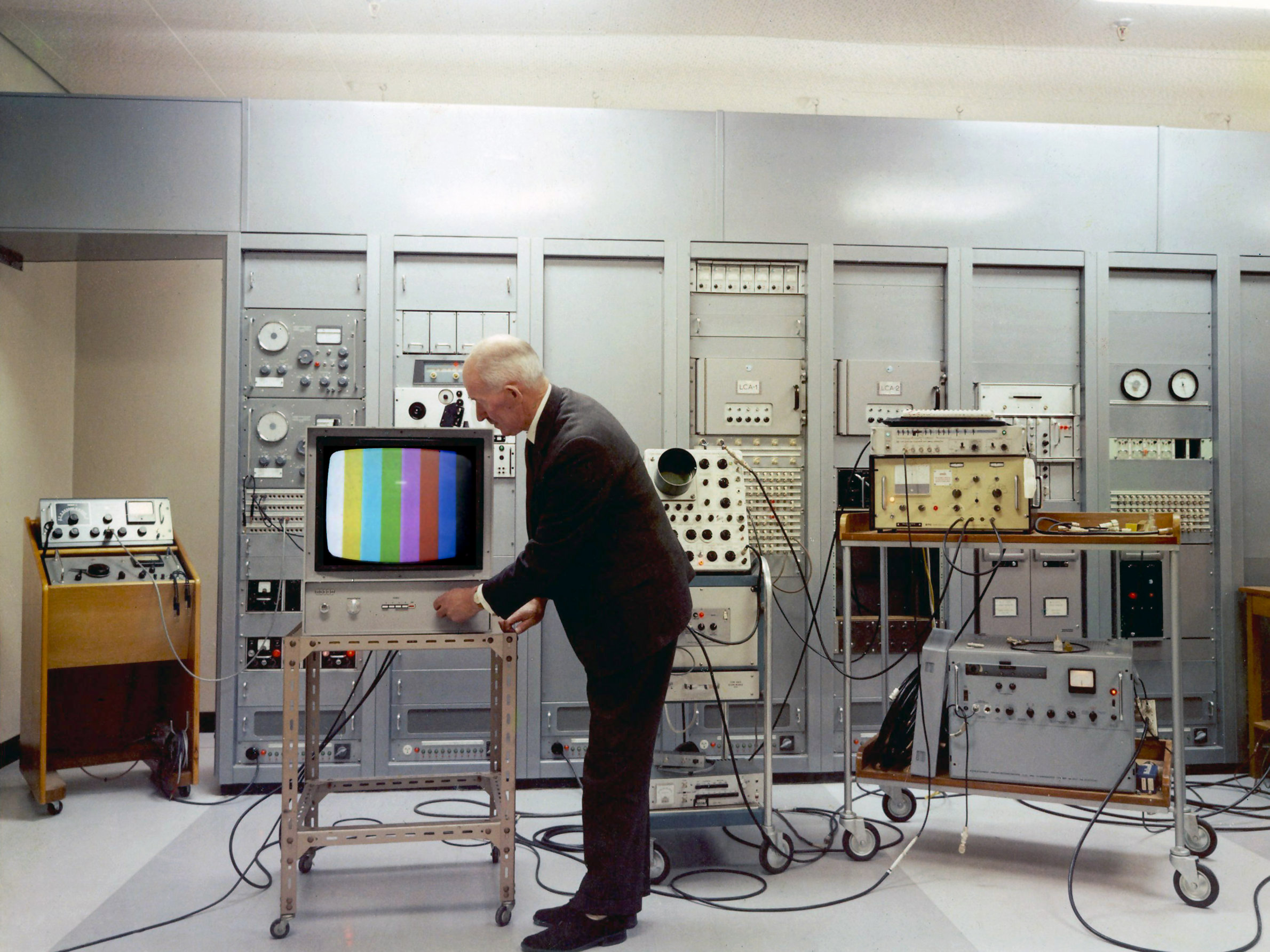
1954: Televisão em cores

- 202 a.C. — Liu Bang é entronizado como Imperador da China, iniciando quatro séculos de governo da Dinastia Han.
- 0870 — Encerrado o Quarto Concílio de Constantinopla.
- 1301 — O conde Carlos de Valois casa-se com Catarina I, Imperatriz Latina de Constantinopla.
- 1525 — Conquista Espanhola do México: o espanhol Hernán Cortés executa o último rei asteca, Cuauhtémoc.
- 1835 — Elias Lönnrot assina e data a primeira versão do Kalevala, o chamado prefácio do Antigo Kalevala.
- 1847 — Guerra Mexicano-Americana: Batalha do Rio Sacramento traz uma vitória decisiva para os Estados Unidos levando à captura do estado mexicano de Chihuahua.
- 1897 — Rainha Ranavalona III, a última monarca de Madagascar, é deposta por uma força militar francesa.
- 1900 — Segunda Guerra dos Bôeres: o "Cerco de Ladysmith" de 118 dias é levantado.
- 1922 — Reino Unido encerra seu protetorado sobre o Egito através de uma Declaração Unilateral de Independência.
- 1933 — Gleichschaltung: o Decreto do Incêndio do Reichstag é aprovado na Alemanha um dia após o incêndio do Reichstag.
- 1947 — Incidente 228: em Taiwan, uma rebelião antigovernamental é violentamente suprimida com a perda de cerca de 30 000 civis.
- 1953 — James Watson e Francis Crick anunciam a amigos que determinaram a estrutura química do DNA o anúncio formal ocorre em 25 de abril após a publicação na Nature de abril (pub. 2 de abril).
- 1954 — Primeiros aparelhos de televisão em cores que utilizam o padrão NTSC são oferecidos para venda ao público.
- 1966 — Um T-38 Talon da NASA colide com a fábrica de aeronaves McDonnell enquanto tentava um pouso de baixa visibilidade em Lambert Field, St. Louis, matando os astronautas Elliot See e Charles Bassett.
- 1969 — O sismo de 1969 atinge Portugal, Espanha e Marrocos.
- 1972 — Relações China-Estados Unidos: os Estados Unidos e a China assinam o Comunicado de Xangai.
- 1980 — Andaluzia aprova o seu estatuto de autonomia através de um referendo.
- 1986
  - O Plano Cruzado é lançado pelo presidente Sarney.
  - Olof Palme, 26.º Primeiro-Ministro da Suécia, é assassinado em Estocolmo.
- 1991 — Fim da primeira Guerra do Golfo.
- 1993 — Agentes do Bureau of Alcohol, Tobacco, Firearms and Explosives dirigem-se à igreja Ramo Davidiano, em Waco, nos Estados Unidos, com uma autorização para prender o líder do grupo, David Koresh. Quatro agentes e seis davidianos morrem no confronto inicial, começando um cerco de 51 dias.
- 1997
  - Um sismo no norte do Irã com uma magnitude de momento de 6,1 e uma intensidade máxima de Mercalli de VIII. O sismo ocorreu perto da cidade de Ardabil, foi responsável por cerca de 1 100 pessoas mortas, 2 600 feridas, 36 000 desabrigados.[1]
  - GRB 970228, um flash altamente luminoso de raios gama, atinge a Terra por 80 segundos, fornecendo evidências iniciais de que explosões de raios gama ocorrem muito além da Via Láctea.[2]
  - É gravado o álbum Só pra Contrariar, do grupo musical de mesmo nome. É o álbum musical do gênero pagode (subgênero do samba) mais vendido da história. Também é o sétimo álbum mais vendido da história do Brasil.
- 1998
  - Primeiro voo do Northrop Grumman RQ-4 Global Hawk, o primeiro veículo aéreo não tripulado autorizado a preencher seus próprios planos de voo e voar regularmente no espaço aéreo civil dos Estados Unidos.
  - Guerra do Kosovo: a polícia sérvia inicia a ofensiva contra o Exército de Libertação do Kosovo.
- 2013 — Papa Bento XVI renuncia ao pontificado da Igreja Católica, tornando-se o primeiro a fazer isso desde o Papa Gregório XII, em 1415.
- 2019 — Cúpula entre Estados Unidos e Coreia do Norte em 2019.[3]
- 2021 — É lançado na Índia, o Amazônia 1, primeiro satélite 100% brasileiro.[4]
- 2023 — Acidente ferroviário em Tessália, Grécia, mata pelo menos 57 pessoas e deixa outras 85 feridas.
- 2024 — O primeiro-ministro da Índia, Narendra Modi, inaugurou a 2a Base de lançamento espacial da Índia - Espaçoporto Kulasekarapattinam.

## Nascimentos

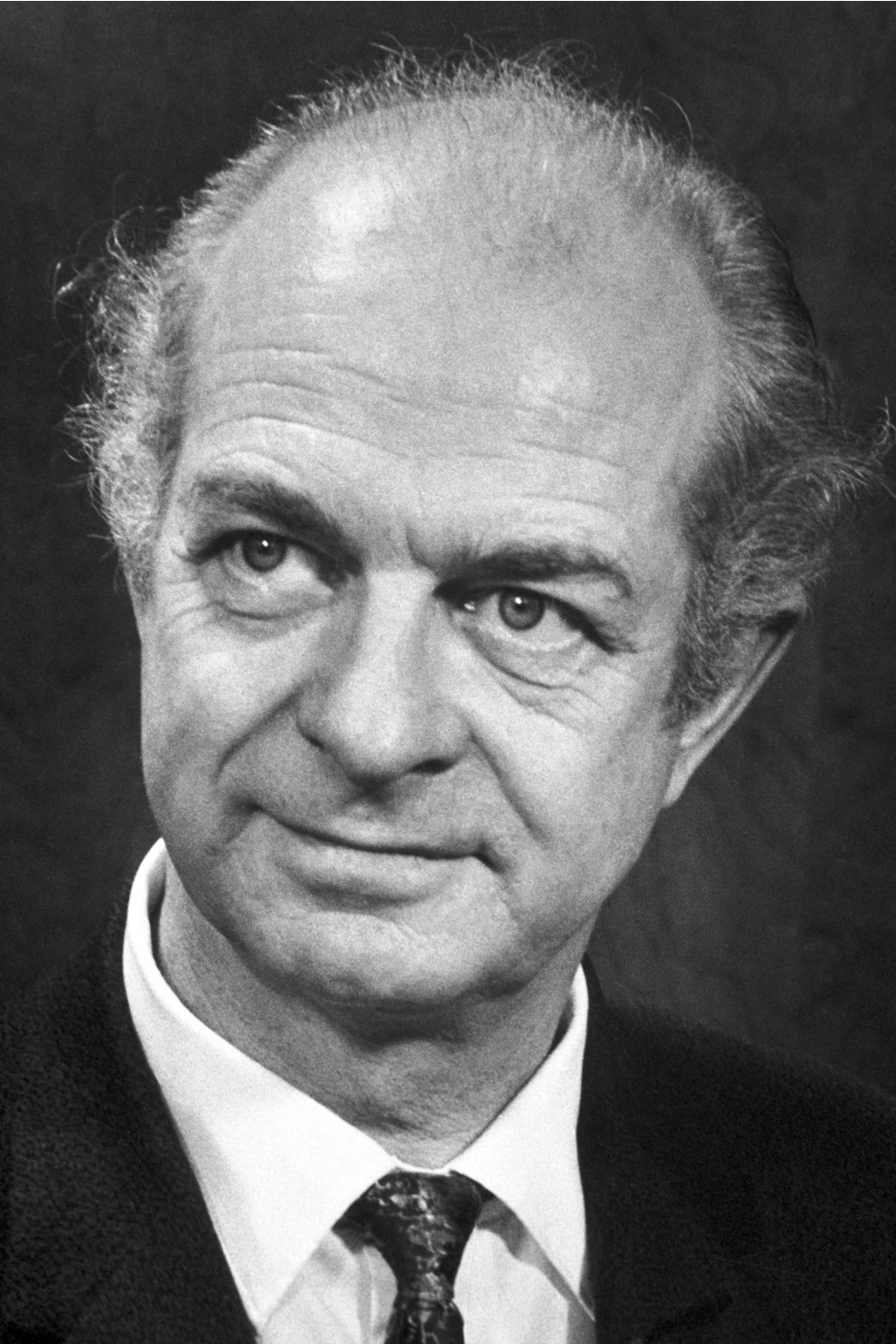
Linus Pauling

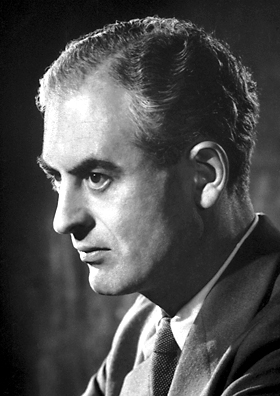
Peter Brian Medawar

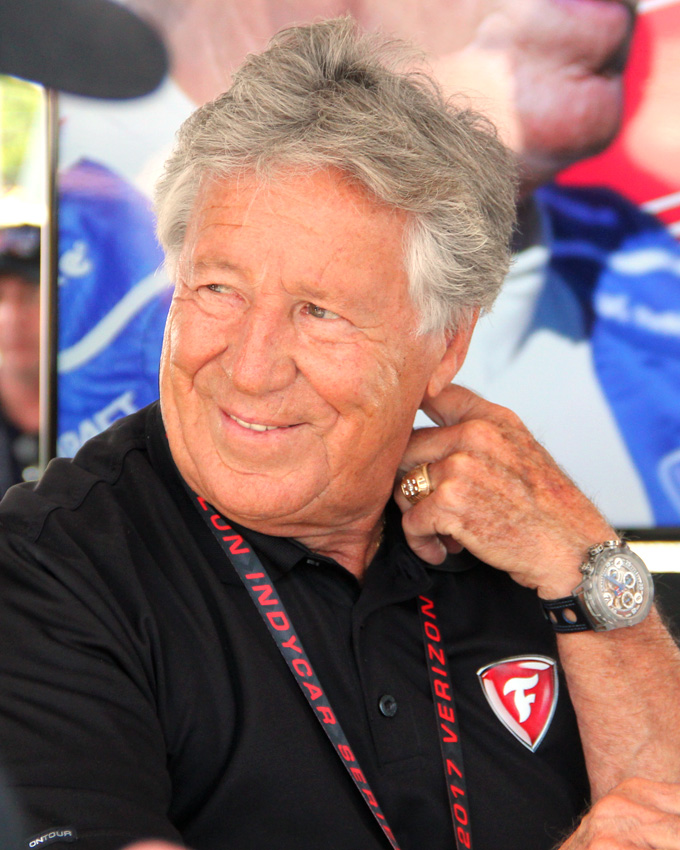
Mario Andretti

### Anteriores ao século XIX
- 1155 — Henrique, o Jovem, rei da Inglaterra (m. 1183).
- 1261 — Margarida da Escócia, rainha da Noruega (m. 1283).
- 1518 — Francisco de Valois, delfim da França (m. 1536).
- 1533 — Michel de Montaigne, filósofo e escritor francês (m. 1592).
- 1552 — Joost Bürgi, matemático e relojoeiro suíço (m. 1632).
- 1573 — Elias Holl, arquiteto alemão (m. 1646).
- 1675 — Guillaume Delisle, cartógrafo francês (m. 1726).
- 1683 — René-Antoine Ferchault de Réaumur, entomologista e acadêmico francês (m. 1757).
- 1743 — Carolina de Orange-Nassau (m. 1787).
- 1757 — Frederica de Schlieben, duquesa de Schleswig-Holstein-Sonderburg-Beck (m. 1827).

### Século XIX
- 1812 — Berthold Auerbach, escritor alemão (m. 1882).
- 1820 — John Tenniel, ilustrador e pintor britânico (m. 1914).
- 1823 — Frederico Francisco II, Grão-Duque de Mecklemburgo-Schwerin (m. 1883).
- 1824 — Karl Maria Kertbeny, escritor e tradutor húngaro (m. 1882).
- 1825 — Jean-Baptiste Arban, músico francês (m. 1889).
- 1838 — Maurice Lévy, engenheiro, matemático e físico francês (m. 1910).
- 1866 — Viacheslav Ivanov, poeta e dramaturgo russo (m. 1949).
- 1873 — William McMaster Murdoch, marinheiro britânico (m. 1912).
- 1877 — Albino Jara, militar e político paraguaio (m. 1912).
- 1878 — Pierre Fatou, matemático e astrônomo francês (m. 1929).
- 1880 — Maria Olívia da Silva, supercentenária brasileira (m. 2010).
- 1883 — Alfred von Schlieffen, marechal alemão (m. 1913).
- 1894 — Ben Hecht, diretor, produtor e roteirista americano (m. 1964).
- 1896
  - Philip Showalter Hench, médico e endocrinologista americano, ganhador do Prêmio Nobel (m. 1965).
  - August Nogara, ciclista italiano (m. 1984).

### Século XX

#### 1901–1950
- 1901 — Linus Pauling, químico e ativista americano, ganhador do Prêmio Nobel (m. 1994).
- 1903 — Vincente Minnelli, cineasta estadunidense (m. 1986).
- 1904 — Alfred Bohrmann, astrônomo alemão (m. 2000).
- 1906
  - Bugsy Siegel, criminoso estadunidense (m. 1947).
  - Paul Groesse, diretor de arte húngaro-estadunidense (m. 1987).
- 1907 — Milton Caniff, desenhista estadunidense (m. 1988).
- 1908
  - Albert Scherrer, automobilista suíço (m. 1986).
  - Alexander Golitzen, diretor de arte russo-americano (m. 2005).
- 1909 — Stephen Spender, escritor e poeta britânico (m. 1995).
- 1911 — Otakar Vávra, cineasta tcheco (m. 2011).
- 1912
  - Bertil, Duque da Halândia (m. 1997).
  - Clara Petacci, política italiana (m. 1945).
- 1913 — Tan Mo Heng, futebolista indonésio (m. ?).
- 1914 — Élie Bayol, automobilista francês (m. 1995).
- 1915
  - Karl Leisner, padre e beato católico alemão (m. 1945).
  - Peter Brian Medawar, biólogo e imunologista anglo-brasileiro, ganhador do Prêmio Nobel (m. 1987).
- 1918 — Alfred Burke, ator britânico (m. 2011).
- 1920 — Virgínia Lane, atriz, cantora e vedete brasileira (m. 2014).
- 1921
  - Pierre Clostermann, aviador francês (m. 2006).
  - Saul Zaentz, produtor de cinema estadunidense (m. 2014).
- 1922 — Yuri Lotman, historiador cultural e acadêmico russo (m. 1993).
- 1923 — Charles Durning, ator estadunidense (m. 2012).
- 1924 — Herwig Schopper, físico alemão.
- 1925 — Louis Nirenberg, matemático canadense (m. 2020).
- 1929
  - Frank Gehry, arquiteto canadense.
  - Rhadi Ben Abdesselam, atleta marroquino (m. 2000).
- 1930 — Leon Neil Cooper, físico e acadêmico americano, ganhador do Prêmio Nobel (m. 2024).
- 1931 — Gavin MacLeod, ator, ativista cristão e escritor estadunidense (m. 2021).
- 1932 — Luís Vinício, ex-futebolista e ex-treinador de futebol brasileiro.
- 1933
  - Rein Taagepera, político e cientista político estoniano.
  - Robert Grondelaers, ciclista belga (m. 1989).
- 1934 — Ronnie Moran, futebolista e treinador de futebol britânico (m. 2017).
- 1939
  - Daniel Chee Tsui, físico e acadêmico sino-estadunidense, ganhador do Prêmio Nobel.
  - Trungpa Rinpoché, mestre de meditação tibetano (m. 1987).
- 1940
  - Mario Andretti, ex-automobilista estadunidense.
  - Robin Phillips, ator e diretor de cinema inglês (m. 2015).
- 1941 — Suzanne Mubarak, ex-primeira-dama egípcia.
- 1942
  - Dino Zoff, ex-futebolista italiano.
  - Brian Jones, guitarrista, compositor e produtor britânico (m. 1969).
- 1943
  - Barbara Acklin, cantora e compositora americana (m. 1998).
  - António Livramento, jogador português de hóquei em patins (m. 1999).
- 1944
  - Sepp Maier, ex-futebolista e treinador alemão.
  - Storm Thorgerson, designer gráfico britânico (m. 2013).
  - Jean Gabilou, cantor francês.
- 1945
  - Bubba Smith, ator e jogador de futebol americano estadunidense (m. 2011).
  - Abel Silva, compositor e escritor brasileiro.
- 1946
  - Robin Cook, educador e político britânico (m. 2005).
  - Eleftherios Poupakis, ex-futebolista grego.
- 1947
  - Włodzimierz Lubański, ex-futebolista polonês.
  - Salvador Cabezas, ex-futebolista salvadorenho.
  - Togiola Tulafono, político samoano-americano.
- 1948
  - Bernadette Peters, atriz, cantora e escritora estadunidense.
  - Steven Chu, físico e político americano.
- 1949
  - Zoia Ceaușescu, matemática romena (m. 2006).
  - Ivo Rodrigues, músico brasileiro (m. 2010).
- 1950
  - João Carlos Barroso, ator brasileiro (m. 2019).
  - Valentina Kovpan, arqueira ucraniana (m. 2006).

#### 1951–2000
- 1953
  - Paul Krugman, economista e acadêmico americano, ganhador do Prêmio Nobel.
  - Ingo Hoffmann, ex-automobilista brasileiro.
  - Levir Culpi, ex-futebolista e treinador de futebol brasileiro.
  - José Higueras, ex-tenista espanhol.
  - Ricky Steamboat, ex-lutador estadunidense.
- 1954
  - Branko Ivanković, ex-futebolista e treinador de futebol croata.
  - Jean Bourgain, matemático belga (m. 2018).
- 1955
  - Adrian Dantley, ex-jogador e treinador de basquete americano.
  - Gilbert Gottfried, comediante, ator e cantor estadunidense (m. 2022).
  - Raimundo Colombo, político brasileiro.
- 1956
  - Celso Gavião, ex-futebolista brasileiro.
  - Tommy Remengesau, político palauano.
- 1957
  - John Turturro, ator estadunidense.
  - Jan Ceulemans, ex-futebolista e treinador de futebol belga.
  - Cindy Wilson, cantora e compositora estadunidense.
  - José Ronaldo Ribeiro, bispo brasileiro.
- 1958
  - Manuel Torres Félix, criminoso e traficante mexicano (m. 2012).
  - David R. Ross, historiador e escritor britânico (m. 2010).
- 1960
  - Dorothy Stratten, modelo e atriz canadense (m. 1980).
  - Rudi Lagemann, diretor, roteirista, produtor e ator brasileiro.
- 1961
  - Éric Bachelart, ex-automobilista belga.
  - Rae Dawn Chong, atriz canadense.
- 1962 — Carlos Hoyos, ex-futebolista colombiano.
- 1963
  - Claudio Chiappucci, ciclista italiano.
  - Pepe Mel, ex-futebolista e treinador de futebol espanhol.
  - Gustavo Costas, ex-futebolista e treinador de futebol argentino.
- 1964 — Djamolidine Abdoujaparov, ex-ciclista uzbeque.
- 1966
  - Paulo Futre, ex-futebolista e empresário português.
  - Néstor Lorenzo, ex-futebolista e treinador de futebol argentino.
- 1968
  - Eric Van Meir, ex-futebolista e treinador de futebol belga.
  - Gregor Stähli, piloto de skeleton suíço.
  - Teresa Cristina, cantora brasileira.
  - Ramón Otoniel Olivas, ex-futebolista e treinador de futebol nicaraguense.
- 1969
  - Patrick Monahan, músico estadunidense.
  - Robert Sean Leonard, ator estadunidense.
- 1970
  - Daniel Handler, escritor estadunidense.
  - Noureddine Morceli, ex-fundista argelino.
- 1971 — Nigel Godrich., músico, engenheiro e produtor musical britânico.
- 1972 — Rory Cochrane, ator estadunidense.
- 1973
  - Eric Lindros, ex-jogador de hóquei no gelo canadense.
  - Masato Tanaka, lutador japonês.
  - Amaral, ex-futebolista brasileiro.
  - Nicolas Minassian, automobilista francês.
  - Raúl Lara, ex-futebolista mexicano.
- 1974 — Lee Carsley, ex-futebolista e treinador de futebol anglo-irlandês.
- 1976
  - Ali Larter, atriz e modelo estadunidense.
  - Rogério Fidélis Régis, ex-futebolista brasileiro.
  - Francisco Elson. ex-jogador de basquete neerlandês.
- 1977
  - Lance Archer, lutador e ex-jogador americano estadunidense.
  - Artur Wichniarek, ex-futebolista polonês.
  - Salem Ibrahim Al Rewani, ex-futebolista líbio.
  - Walid Ali Osman, ex-futebolista líbio.
- 1978
  - Jamaal Tinsley, ex-jogador de basquete americano.
  - Rowen Fernández, ex-futebolista sul-africano.
  - Mariano Zabaleta, ex-tenista argentino.
- 1979
  - Sébastien Bourdais, automobilista francês.
  - Sander van Doorn, DJ e produtor musical neerlandês.
  - Hélder Rodrigues, motociclista português.
  - Andriy Nesmachnyi, ex-futebolista ucraniano.
  - Ivo Karlović, tenista croata.
  - Michael Bisping, ex-lutador e ator britânico.
- 1980
  - Christian Poulsen, ex-futebolista dinamarquês.
  - Tayshaun Prince, ex-jogador de basquete americano.
  - Omar Pouso, ex-futebolista uruguaio.
- 1981
  - Florent Serra, ex-tenista francês.
  - Roberto Trashorras, ex-futebolista espanhol.
- 1982 — Natalia Vodianova, modelo e atriz russo-francesa.
- 1983
  - Adam Shaban, ex-futebolista queniano.
  - James Kwambai, fundista queniano.
- 1984
  - Karolina Kurkova, modelo e atriz tcheca.
  - Fredrik Stoor, ex-futebolista sueco.
  - Noureen DeWulf, atriz estadunidense.
- 1985
  - Diego Ribas, ex-futebolista brasileiro.
  - Charles Swini, futebolista malauiano (m. 2024).
  - Jelena Janković, ex-tenista sérvia.
- 1986
  - Jajá Coelho, futebolista brasileiro.
  - Claire Feuerstein, tenista francesa.
  - Thomas Nyrienda, futebolista zambiano.
  - Grenddy Perozo, ex-futebolista venezuelano.
- 1987
  - Antonio Candreva, futebolista italiano.
  - Tariku Bekele, fundista etíope.
  - Kerrea Gilbert, futebolista britânico.
- 1989
  - Charles Jenkins, ex-jogador de basquete americano.
  - Jennie Jacques, atriz britânica.
  - Gabriel Rybar Blos, ex-futebolista brasileiro.
- 1990
  - Philipp Eng, automobilista austríaco.
  - Naomi Broady, tenista britânica.
  - Vladislav Ryzhkov, ex-futebolista russo.
  - Sebastian Rudy, ex-futebolista alemão.
  - Yannick Vero, futebolista taitiano.
- 1991
  - Sarah Bolger, atriz irlandesa.
  - Stefano Cincotta, ex-futebolista guatemalteco.
- 1992 — Rudy Mancuso, ator, youtuber e cantor norte-americano.
- 1993
  - Emmelie de Forest, cantora dinamarquesa.
  - Éder Álvarez Balanta, futebolista colombiano.
- 1994
  - Jake Bugg, cantor britânico.
  - Arkadiusz Milik, futebolista polonês.
- 1995 — Nicole Regnier, futebolista colombiana.
- 1996
  - Danilo Barbosa, futebolista brasileiro.
  - Lucas Boyé, futebolista argentino.
  - Alexandra Manly, ciclista australiana.
  - Axel Werner, futebolista argentino.
- 1998
  - Barthélémy Chinenyeze, jogador de vôlei francês.
  - Teun Koopmeiners, futebolista neerlandês.
  - Hebert Conceição, pugilista brasileiro.
- 1999 — Luka Dončić, jogador de basquete esloveno.
- 2000
  - Josip Šutalo, futebolista croata.
  - Moise Kean, futebolista italiano.

### Século XXI

#### 2001–2050
- 2002 — Ivan Kuliak, ginasta russo.
- 2003 — Evertton Araújo, futebolista brasileiro.
- 2005 — Vitor Roque, futebolista brasileiro.
- 2007 — Lalla Khadija de Marrocos.

## Mortes

### Anteriores ao século XIX
- 0468 — Papa Hilário (n. 415).
- 0628 — Cosroes II, xá do Irã, Império Sassânida (n. 570).
- 1105 — Raimundo IV de Toulouse (n. 1041).
- 1261 — Henrique III de Brabante (n. 1231).
- 1399 — Margarida Malatesta, senhora de Mântua (n. 1370).
- 1326 — Leopoldo I, Duque da Áustria (n. 1290
- 1453 — Isabel da Lorena (n. 1400).
- 1510 — Juan de la Cosa, navegador e conquistador espanhol (n. 1460).
- 1621 — Cosme II de Médici, grão-duque da Toscana (n. 1590).
- 1638 — Robert Aytoun, poeta escocês (n. 1570).
- 1648 — Cristiano IV da Dinamarca (n. 1577).
- 1649 — John Elphinstone, 2.º Lorde Balmerino, aristocrata e político escocês (n. ?).

### Século XIX
- 1812 — Johann Wilhelm von Archenholz, oficial, escritor e editor prussiano (n. 1741).
- 1857 — André Hubert Dumont, geólogo e acadêmico belga (n. 1809).
- 1869 — Alphonse de Lamartine, escritor, poeta e político francês (n. 1790).
- 1873 — Joaquim Caetano, diplomata e professor brasileiro (n. 1810).

### Século XX
- 1916 — Henry James, escritor estadunidense (n. 1843).
- 1925 — Friedrich Ebert, político alemão (n. 1871).
- 1929 — Clemens von Pirquet, médico e imunologista austríaco (n. 1874).
- 1932 — Guillaume Bigourdan, astrônomo e acadêmico francês (n. 1851).
- 1935 — Chiquinha Gonzaga, compositora brasileira (n. 1847).
- 1936 — Charles Nicolle, biólogo e acadêmico francês, ganhador do Prêmio Nobel (n. 1866).
- 1941 — Afonso XIII de Espanha (n. 1886).
- 1953 — Constance Wilson-Samuel, patinadora artística canadense (n. 1908).
- 1963 — Rajendra Prasad, político indiano (n. 1884).
- 1966
  - Charles Bassett, capitão, engenheiro e astronauta americano (n. 1931).
  - Elliot See, comandante, engenheiro e astronauta americano (n. 1927).
- 1975 — Camillo de Jesus Lima, poeta brasileiro (n. 1912).
- 1978 — Zara Cully, atriz americana (n. 1892).
- 1985 — David Byron, cantor e compositor britânico (n. 1947)
- 1986 — Olof Palme, político sueco (n. 1927).
- 1989 — Aurélio Buarque de Holanda, lexicógrafo, filólogo e ensaísta brasileiro (n. 1910).
- 1993 — Ruby Keeler, atriz e dançarina canadense-americana (n. 1909).

### Século XXI
- 2001 — Charles Pozzi, automobilista francês (n. 1909).
- 2002 — Helmut Zacharias, violinista e compositor alemão (n. 1920).
- 2003
  - Chris Brasher, corredor e jornalista guianense-britânico (n. 1928).
  - Fidel Sánchez Hernández, militar e político salvadorenho (n. 1917).
  - Albert Batteux, futebolista e treinador de futebol francês (n. 1919).
- 2004 — Daniel Boorstin, historiador e bibliotecário americano (n. 1914).
- 2005 — Antônio Carlos Pires, ator e humorista brasileiro (n. 1927).
- 2006 — Owen Chamberlain, físico e acadêmico americano, ganhador do Prêmio Nobel (n. 1920).
- 2007
  - Billy Thorpe, cantor, compositor, guitarrista e produtor anglo-australiano (n. 1946).
  - Lala Schneider, atriz brasileira (n. 1926).
  - Arthur M. Schlesinger Jr., historiador e crítico norte-americano (n. 1917).
  - Charles Forte, hoteleiro italiano (n. 1908).
- 2008 — Joseph Moses Juran, engenheiro e empresário romeno-americano (n. 1904).
- 2009 — Miguel Serrano, escritor, político e diplomata chileno (n. 1917).
- 2010 — José Mindlin, bibliófilo e empresário brasileiro (n. 1914).
- 2011
  - Annie Girardot, atriz francesa (n. 1931).
  - Jane Russell, atriz e cantora estadunidense (n. 1921).
- 2013 — Donald Arthur Glaser, físico e biólogo americano, ganhador do Prêmio Nobel (n. 1926).
- 2015 — Yaşar Kemal, jornalista e escritor turco (n. 1923).
- 2016 — George Kennedy, ator americano (n. 1925).
- 2018 — Rogelio Guerra, ator mexicano (n. 1936).
- 2019 — André Previn, compositor, pianista e maestro teuto-estadunidense (n. 1929).
- 2020 — Freeman Dyson, físico e matemático anglo-americano (n. 1923).

## Feriados e eventos cíclicos

### Brasil
- Aniversário do município de Salesópolis, São Paulo
- Aniversário do município de Frederico Westphalen, no Rio Grande do Sul.
- Aniversário do município de Marau, no Rio Grande do Sul.
- Aniversário do município de Espumoso, no Rio Grande do Sul.
- Aniversário do município de Casca, no Rio Grande do Sul.
- Aniversário do município de Nova Petrópolis, Rio Grande do Sul.
- Aniversário do município de Esteio, Rio Grande do Sul.
- Aniversário do município de Paraty, no Rio de Janeiro.

### Cristianismo
- Aba I
- Múnia de Barcelona
- Onésimo de Bizâncio
- Papa Hilário
- Serapião de Tmuis
- Torcato Félix

## Outros calendários
- No calendário gregoriano a epacta do dia é i.
- No calendário judaico, Purim nos seguintes anos (ao longo do século XXI): 2010, 2040, 2048 e 2086.
- No calendário litúrgico tem a letra dominical C para o dia da semana.
- No calendário romano era o dia da véspera das calendas de março.